# Molecular Plant-Microbe Interactions
Molecular Plant-Microbe Interactions (MPMI) – międzynarodowe, recenzowane czasopismo naukowe publikujące w dziedzinie fitopatologii.
Czasopismo to ukazuje się od 1988 roku. Tematyka publikowanych artykułów obejmuje biologię molekularną i genetykę molekularną patologicznych, symbiotycznych i innych interakcji zachodzących między rośliną a organizmem pasożytującym. Tytułowymi "mikrobami" mogą być wirusy, wiroidy, bakterie, grzyby, lęgniowce, nicienie bądź owady.
MPMI wydawane jest przez ASP Press, wydawnictwo przy American Phytopathological Society, we współpracy z International Society for Molecular Plant-Microbe Interactions.
Pismo otrzymało nagrody National Gold Ink Award oraz Neographics Franklin Award for Excellence in Graphic Design